# Крематорий Нимтала
Крематорий Нимтала (англ. Nimtala Crematorium) расположен на Бидон-стрит в Калькутте, Индия. Крематорий также исторически известен как горящий гхат Нимтала или просто гхат Нимтала. Расположенный на берегу Хугли (Ганги), он считается одним из самых священных горящих гхатов в стране, где, как считается индуистами, душа достигает мокши, разрывая цикл рождения и смерти. Поэтому люди со всей страны приезжают сюда на кремацию своих близких. Это также один из крупнейших горящих гхатов в стране.

## История
Первое здание этого горящего гхата появилось в 1717 году, но первая кремация была произведена почти за 2000 лет до этого времени. В 2010 году центральное правительство Индии модернизировало крематорий за 140 миллионов индийских рупий (2 миллиона долларов США). Бенгальский писатель Рабиндранат Тагор был кремирован здесь в 1941 году. Мемориал Рабиндраната Тагора на территории крематория был благоустроен в рамках проекта 2010 года.
Гхат также был представлен в популярной литературе. Он играет важную роль в сюжете малаяламского романа К. Р. Миры «Аарачаар», получившего премию Керальской литературной академии в 2013 году.